# Erik Berggren (teolog)
Erik Gustaf Alexius Berggren, född 17 juli 1907 i Nybro, Madesjö församling, Kalmar län, död 3 september 1999 i Halmstad, var en svensk teolog, skolledare och skriftställare.

## Utbildning och yrkesliv
Efter studentexamen i Stockholm 1927 studerade han vid Uppsala universitet där han blev filosofie kandidat 1930, teologie kandidat 1934, teologie licentiat 1940 och teologie doktor 1946. Han var redaktör för Bonniers konversationslexikon 1936–1946, medarbetare i tidskriften Nu 1940 och vikarierade sedan som lärare i Stockholm 1941–1946. Berggren blev lektor vid Högre allmänna läroverket i Luleå 1946 och gick över till läroverket i Halmstad 1951, där han var rektor från 1959.

## Andra uppdrag och engagemang
Berggren hade också andra engagemang; han var vice ordförande i biblioteksstyrelsen i Halmstad, ordförande i Halmstads humanistiska förbund och styrelseledamot i Hallands konstförening. Han skrev uppsatser och recensioner i tidningar och tidskrifter samt höll radioföredrag. Han blev riddare av Nordstjärneorden.

## Familj
Erik Berggren gifte sig 1935 med textilkonstnären Ester Larsson (1911–2001), dotter till borgarrådet Yngve Larsson och Elin Bonnier samt dotterdotter till förläggaren Karl Otto Bonnier.
De fick barnen Tobias Berggren (född 1940), författare, Martin Berggren (född 1942), skådespelare, Tomas Berggren (född 1944) och Daniel Berggren (född 1952).